# 상추튀김
상추튀김은 1975년 광주광역시 (당시 광주시) 동구 충장로 2가 옛 광주우체국 뒤편에서 튀김을 판매하던 김찬심이 개발한 요리이다.(검증은 되지않음. 전주에서도 이미 상추튀김이 흔한 시기였음) 현재는 광주광역시를 비롯하여 전라도의 먹을거리로 알려져 있다. "상추튀김"이란 이름에서 상추를 기름에 튀긴 것으로 오해하기 쉬우나, 튀김과 상추는 별도의 음식이며, 정확한 의미는 각종 튀김을 상추에 싸서 간장소스나 고추 등을 곁들여 먹는 음식이다. 튀김의 속으로는 흔히 오징어가 들어가며, 동그란 도넛 모양이다. 전라도 지역의 분식점 차림표에서 흔히 볼 수 있다.